# Cavendishia wercklei
Cavendishia wercklei är en ljungväxtart som beskrevs av Hørold. Cavendishia wercklei ingår i släktet Cavendishia och familjen ljungväxter. Inga underarter finns listade i Catalogue of Life.